# Kasteel Westhove

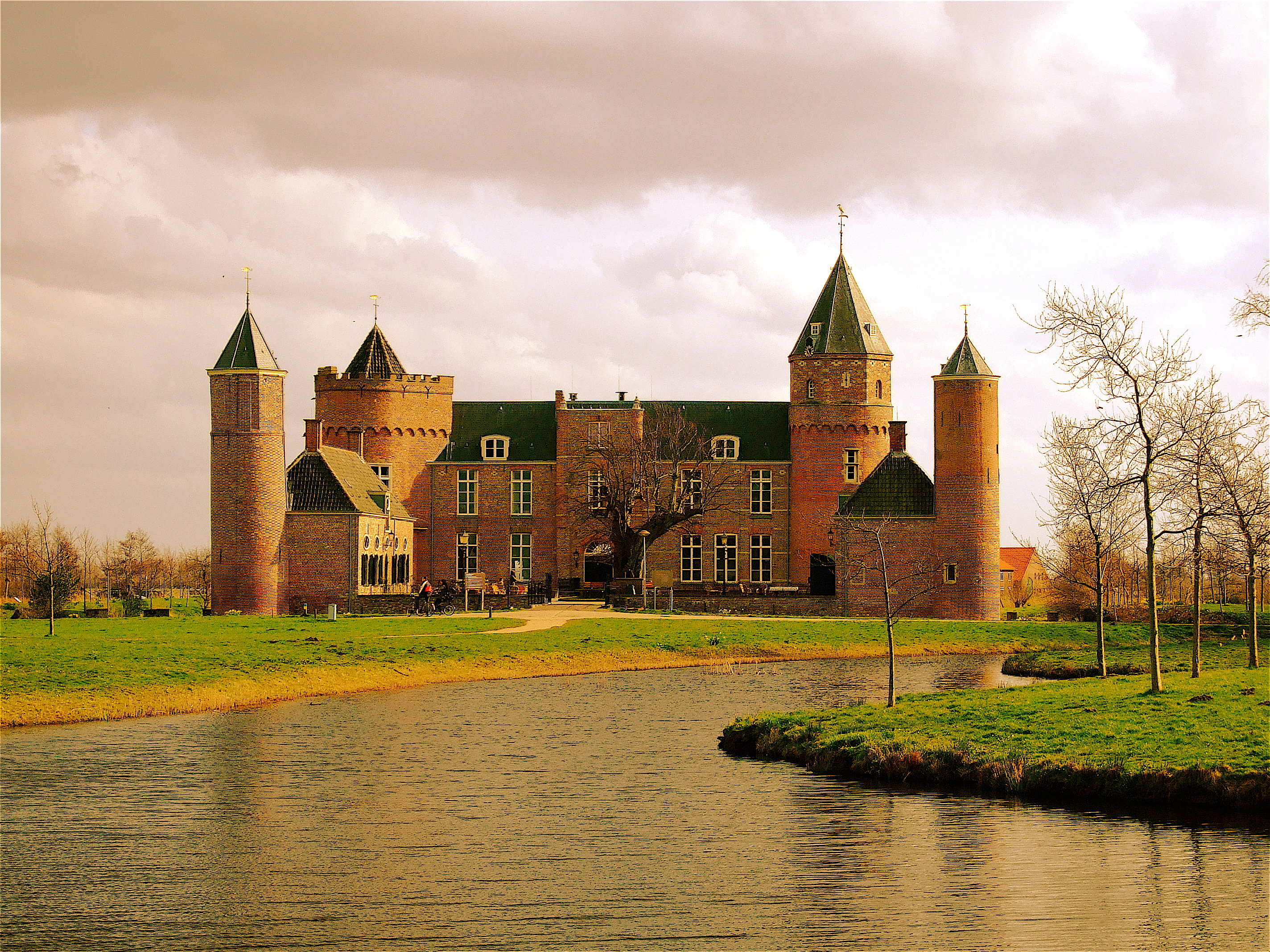

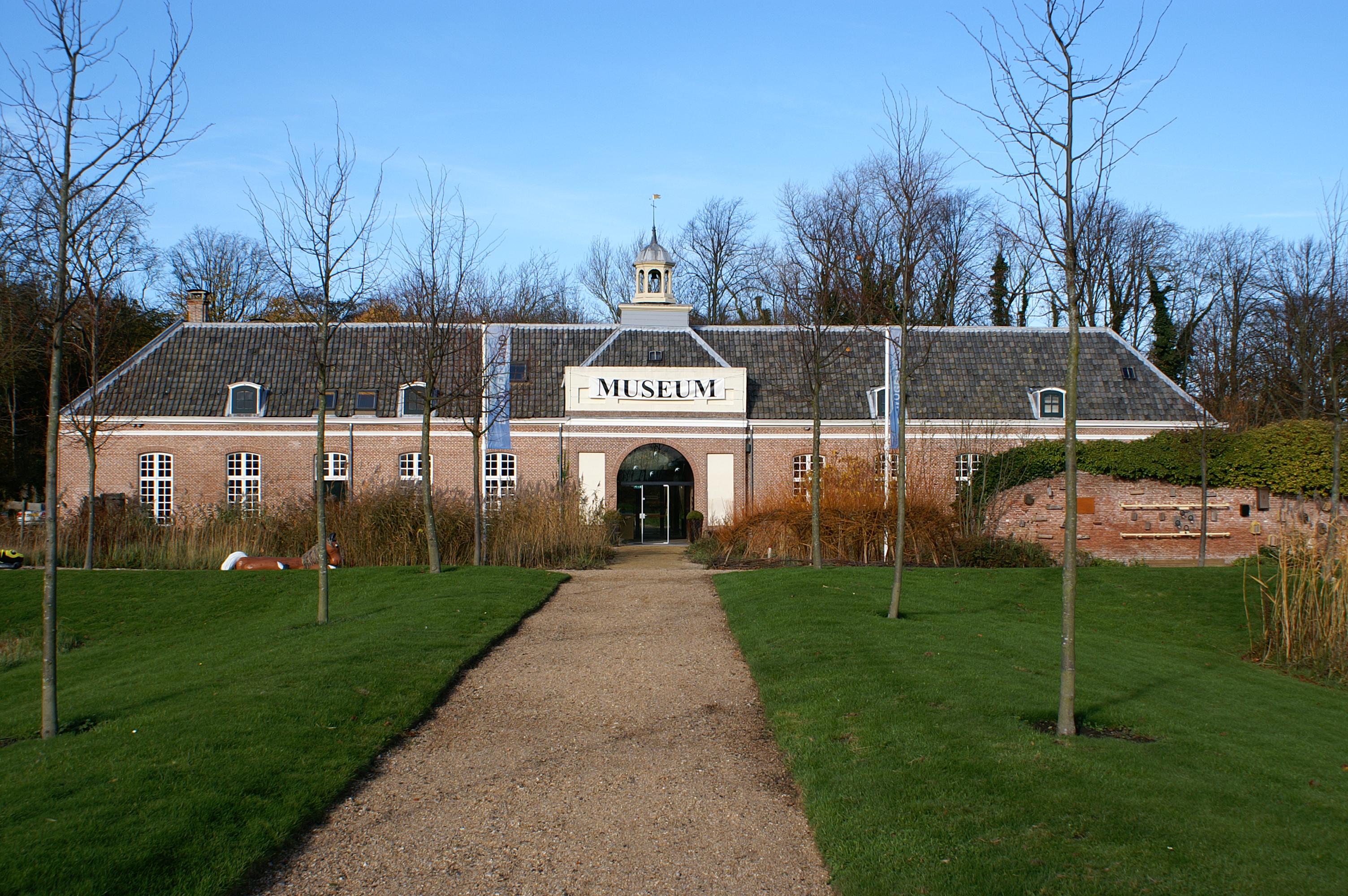
In de voormalige oranjerie is nu het museum Terra Maris gevestigd.

Kasteel Westhove is een kasteel op Walcheren, het ligt buiten Oostkapelle.

## Geschiedenis
Het kasteel werd in een oorkonde van 1277 van graaf Floris V vermeld als zijnde eigendom van de abdij te Middelburg, maar het is niet duidelijk hoe oud het kasteel toen was. Op 14 april 1401 werd het goed opgedragen aan Willem van Beijeren, graaf van Oostervant, waarna hij het als onversterfelijk erfleen terugkreeg. Telkens als er een nieuwe abt kwam, werd de tenaamstelling aangepast. De abt was een machtig man in Zeeland, hij was ook voorzitter van de Staten van Zeeland en Walcheren, en de Staten vergaderden in de abdij. In 1413 werd Westhove voor 25 jaar verpacht aan Philips van Borssele, heer van Cortgene.
Veel belangrijke personen werden op Westhove ontvangen:
- Graaf Floris V en Wolfert I van Borselen, heer van Veere sloten daar het 'Traktaat van Westhove' op 30 oktober 1290
- Graaf en gravin van Charlois in 1460
- Karel de Stoute, heerser van de Bourgondische Nederlanden
- Filips de Schone, heerser van de Habsburgse Nederlanden, en zijn echtgenote Johanna in 1500
- Hun zoontje, de latere Keizer Karel V, in 1505 en in 1540
- Maria van Hongarije, zuster van Karel V, in 1547
- Prins Willem V op 1 juli 1786
- Koningin-weduwe regentes Emma en de 13-jarige koningin Wilhelmina op 22 augustus 1894

In 1559 werd Middelburg een bisschopsstad waarna de bisschop over Westhove beschikte. In 1572 volgde het Beleg van Middelburg. Westhove werd bezet door krijgsvolk, dat zich ten slotte aan Bartholt Entens van Mentheda (1539—1580) moest overgeven. Deze Groningse edelman was aanvoerder van de watergeuzen die Dordrecht hadden veroverd, waarna ze naar Zeeland trokken. Hij stak ook op 27 augustus 1572 het kasteel in brand. Walcheren kwam onder bestuur van Willem van Oranje. De kerkelijke bezittingen werden toen verkocht, de nieuwe eigenaar van Westhove werd kolonel Heijnrik Balfour, die twee jaar later overleed. Zijn weduwe Christina Kant verkocht het aan Pierre de Loiseleur, genaamd de Villiers, raadsman van prins Willem I. Hij overleed in 1590 en werd begraven in de St Pieterskerk in Middelburg.
Jacob Boreel (grootvader van Jacob Boreel) was de volgende eigenaar, en daarna zijn zoon Willem Boreel (1591―1668), ambassadeur in Frankrijk. Daarna kwam Westhove in handen van Johan van Reigersberg (1598—1621), zijn weduwe en vervolgens van hun zoon Jacob. Uit die periode stamt de windwijzer met een reiger. Jacob vermaakte Westhove aan zijn nicht Jacoba van den Brandde. Zij was getrouwd met mr. Johan Adriaan van de Perre maar stierf kinderloos. Zij lieten de oranjerie bouwen, waar tegenwoordig het museum Terra Maris is gehuisvest.
Op 10 maart 1799 erfde Jacoba's nicht Wilhelmina Carolina van den Brande de buitenplaats. Zij trouwde met Adriaan Kaspar Cornelis Slicher (1776—1808). Zij lieten de grote waterpartij aan de noordkant van het huis aanleggen. Hun zoon Johan Jacob Slicher (1802—1880) erfde Westhove. Aangezien hij lid van de Tweede Kamer der Staten-Generaal was, kwam hij weinig in Zeeland en verkocht Westhove.
De volgende eigenaar was Jacques Phoenix Boddaert (1811—1885), rechter in Middelburg. Hij heeft veel onderhoud aan het kasteel gepleegd. In 1880 verkocht rechter Boddaert de buitenplaats aan zijn zuster P.P.C. De Bruyn-Boddaert (1814—1905). Zij gaf er een nieuwe bestemming aan en in 1899 werd Westhove een herstellingsoord. Haar dochter Wilhelmina Johanna de Bruyn (1842—1926) trouwde met W.A. graaf van Lynden (1836—1913), burgemeester van Koudekerke die veel hersteld heeft. Toen gravin van Lynden overleed werd het kasteel omgezet in 'Stichting Herstellingsoord Westhove'. In 1936 werd M.A.J. barones van Till, schoonzuster van Cornelis Eliza Anne van Till, directrice van de stichting.

## Huidige toestand

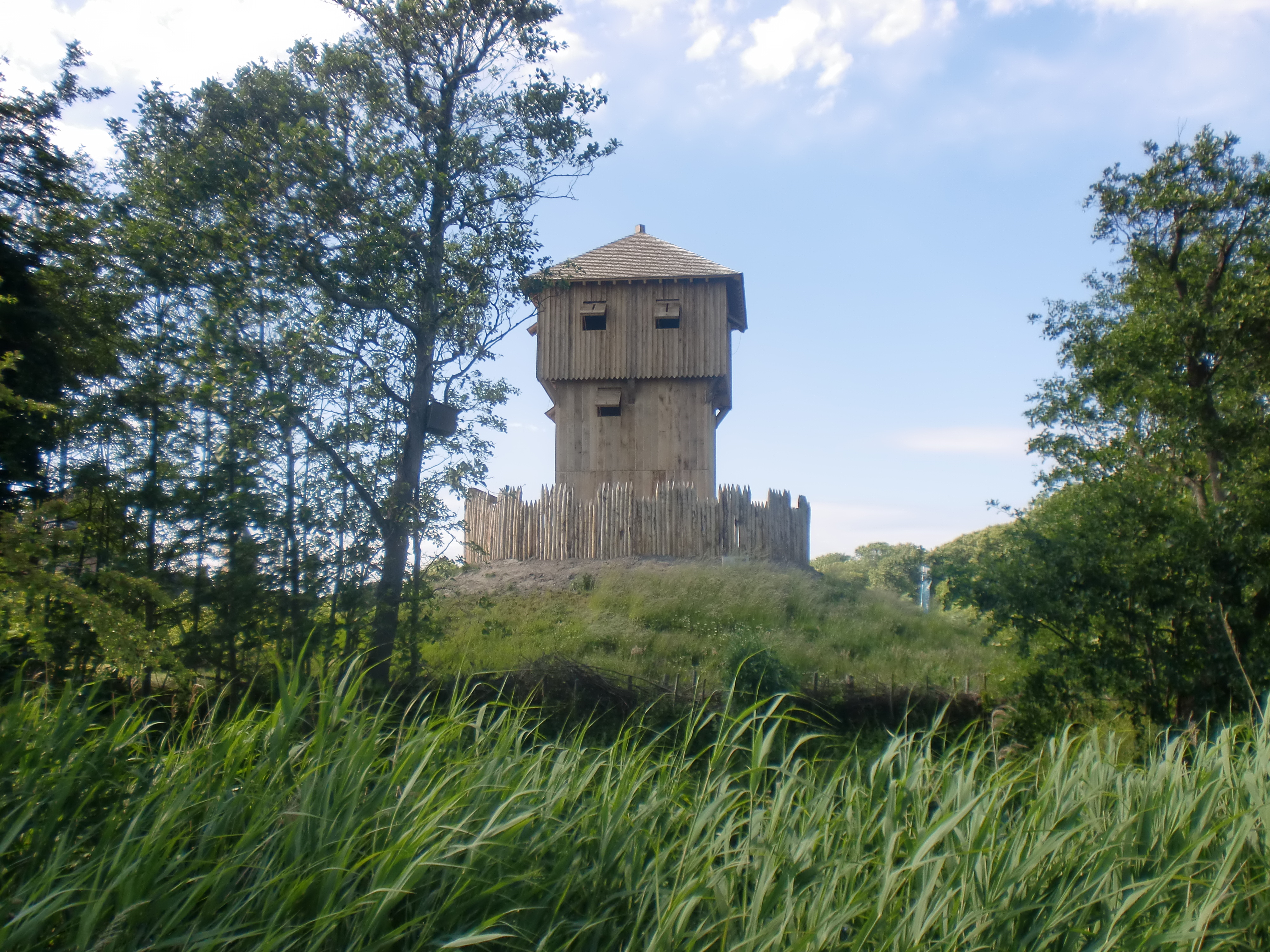
Het Mottekasteel

Het kasteel is anno 2017 grotendeels vrij toegankelijk (behalve de zolder van het kasteel). In het kasteel en de bijbehorende koetshuizen is een StayOkay hostel gevestigd. De voormalige orangerie biedt onderdak aan museum Terra Maris. Verder is er in de tuin van het kasteel een replica neergezet van een middeleeuws mottekasteel.